# Ungodly Hour
Ungodly Hour ist das am 12. Juni 2020 erschienene zweite Studioalbum des R&B-Duos Chloe x Halle.

## Veröffentlichung und Rezeption
Das Album wurde von Parkwood Entertainment und Columbia Records am 12. Juni veröffentlicht, nachdem es zuerst für den 5. Juni angekündigt war. Der Releasetermin wurde kurzfristig verschoben, um nicht die Aufmerksamkeit von der zu dieser Zeit aufkeimenden Black-Lives-Matter-Bewegung abzulenken. Vorab wurden die Singles Catch Up und Do It veröffentlicht; Forgive Me erschien zeitgleich mit dem Album. Im Februar 2021 folgte das Titelstück.
Das Album wurde als Best Progressive R&B Album für die Grammy-Verleihung 2021 nominiert; außerdem erhielt Wonder What She Thinks of Me eine Nominierung für den Best Traditional R&B Performance und Do It für den Best R&B Song. Pitchfork urteilte: „But this isn’t the album equivalent of former teen stars making scandalous headlines; Chloe x Halle shed their innocence with grace, as they do with everything else.“